# Никодим (Захарулис)
Митрополи́т Никоди́м (в миру Гео́ргиос Захару́лис, греч. Γεώργιος Ζαχαρούλης; 1881, Алацата, Малая Азия — 1 июля 1966, Йоханнесбург) — епископ Александрийской православной церкви, митрополит Йоханнесбургский и Преторийский.

## Биография
Родился в 1881 году в городе Алацата (ныне Алачати, Турция), где до малоазиатской катастрофы 90 % жителей были греками.
В 1912 году после женитьбы был рукоположён в сан диакона и священника. Служил приходским священником в греческой общине в Заказике и греческой общине в Ибрагимии (квартал Александрии). В 1933 году овдовел.
В 1934 году назначен игуменом монастыря Святого Георгия в Старом Каире.
3 декабря 1939 года хиротонисан во епископа Йоханнесбургского с возведением в сан митрополита. Хиротонию совершили Патриарх Александрийский Христофор II, митрополит Триполлийский Феофан (Мосхонас), митрополит Пилусийский Парфений (Даниилидис) и митрополит Аксумский Николай (Абдалла). Получил титул «митрополит Йоханнесбургский, ипертим и экзарх Южной Африки».
Скончался 1 июля 1966 года в Йоханнесбурге.